# Саутв'ю (Пенсільванія)
Саутв'ю (англ. Southview) — переписна місцевість (CDP) в США, в окрузі Вашингтон штату Пенсільванія. Населення — 284 особи (2020).

## Географія
Саутв'ю розташований за координатами 40°19′55″ пн. ш. 80°15′22″ зх. д. / 40.33194° пн. ш. 80.25611° зх. д. (40.332045, -80.255998).  За даними Бюро перепису населення США в 2010 році переписна місцевість мала площу 2,32 км², уся площа — суходіл.

## Демографія
Згідно з переписом 2010 року, у переписній місцевості мешкало 276 осіб у 108 домогосподарствах у складі 76 родин. Густота населення становила 119 осіб/км².  Було 121 помешкання (52/км²).
Расовий склад населення:
| - 99,3 % — білих - 0,7 % — чорних або афроамериканців |

До двох чи більше рас належало 0,0 %. Частка іспаномовних становила 0,0 % від усіх жителів.
За віковим діапазоном населення розподілялося таким чином: 17,4 % — особи молодші 18 років, 66,3 % — особи у віці 18—64 років, 16,3 % — особи у віці 65 років та старші. Медіана віку мешканця становила 45,7 року. На 100 осіб жіночої статі у переписній місцевості припадало 95,7 чоловіків;  на 100 жінок у віці від 18 років та старших — 103,6 чоловіків також старших 18 років.
Середній дохід на одне домашнє господарство  становив 65 361 долар США (медіана — 75 714), а середній дохід на одну сім'ю — 72 118 доларів (медіана — 75 536). За межею бідності перебувало 10,0 % осіб, у тому числі 0,0 % дітей у віці до 18 років та 0,0 % осіб у віці 65 років та старших.
Цивільне працевлаштоване населення становило 57 осіб. Основні галузі зайнятості: будівництво — 40,4 %, сільське господарство, лісництво, риболовля — 33,3 %, виробництво — 21,1 %.